# Christopher Hacon
Christopher Derek Hacon (né le 14 février 1970 à Manchester) est un mathématicien britannique, qui travaille dans le domaine de la géométrie algébrique.

## Formation et carrière
Hacon étudie à l'université de Pise et à l'École normale supérieure de Pise (Bachelor 1992), il obtient en 1995 son Master à l'université de Californie à Los Angeles (UCLA), où il obtient son doctorat en 1998, sous la direction de Robert Lazarsfeld. En tant que chercheur post-doctoral, il est à l'université de l'Utah et au bout de deux ans à compter de 2000, en tant que professeur assistant à l'université de Californie à Riverside, il travaille ensuite à partir de 2002 comme professeur à l'Université de l'Utah, d'abord professeur assistant, à partir de 2005, professeur associé, à partir de 2008, professeur.

## Travaux
Hacon et James McKernan effectuent une percée dans la classification birationnelle des variétés algébriques en hautes dimensions. La classification des variétés à deux dimensions est connue dès le XIXe siècle par l' École italienne. Dans les années 1980 Shigefumi Mori et d'autres traitent les variétés en trois dimensions (Mori reçoit en 1990 la médaille Fields). Avec l'aide de transformations birationnelles appelées Flips, les variétés sur des modèles minimaux sont intégrées : les variétés de Fano (en) avec une courbure positive, les variétés de Calabi-Yau avec une courbure nulle et les variétés de type général avec une courbure négative. Hacon et McKernan fournissent la preuve de l'existence de Flips dans n'importe quelle dimension et la preuve de la finitude des chaînes de Flips dans le programme de modèles minimaux. Avant les travaux de Hacon et McKernan, le cas des dimensions supérieures à trois est largement ouvert. Le cas de la dimension 4 est prouvé par Vyacheslav Shokurov (en) en 2003.
L'essentiel figure dans un article commun de Caucher Birkar, Paolo Cascini, McKernan et Hacon (BCHM) de 2006 (publié en 2010).

## Prix
En 2003, il bénéficie d'une bourse Sloan puis en 2006-2007, il est titulaire de l'AMS Centennial Fellowship. En 2007, Christopher Hacon reçoit avec James McKernan le Clay Research Award. En 2009, il reçoit le prix Cole en algèbre conjointement avec McKernan,. En 2011, il est lauréat du Prix Antonio-Feltrinelli. En 2012 il devient Simons Investigator (en).
En 2016 Caucher Birkar, Paolo Cascini, Christopher Hacon et James McKernan sont lauréats du Prix Moore pour leur article « Existence of minimal models for varieties of log general type », Journal of the AMS, 2010.
En 2018, il est lauréat du Breakthrough Prize in Mathematics, de nouveau avec McKernan, « Pour les contributions transformationnelles à géométrie birationnelle, en particulier au programme du modèle minimal dans toutes les dimensions ».
En 2010, il est avec McKernan conférencier invité au Congrès international des mathématiciens à Hyderabad (Flips and Flops, Boundedness results in birational geometry).
En 2012, il prononce un discours en séance plénière lors du Congrès européen de mathématiques (ECM) à Cracovie (Classification of algebraic varieties). Il est membre de l'American Mathematical Society, depuis 2017 de l'Académie américaine des arts et des sciences et depuis 2018 de l'Académie nationale des sciences.